# Aphroditus

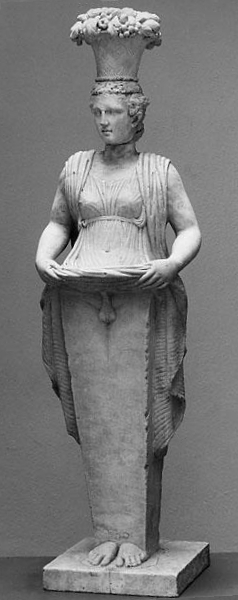
Tượng của Aphroditus tại bảo tàn quốc gia ở Stockholm.

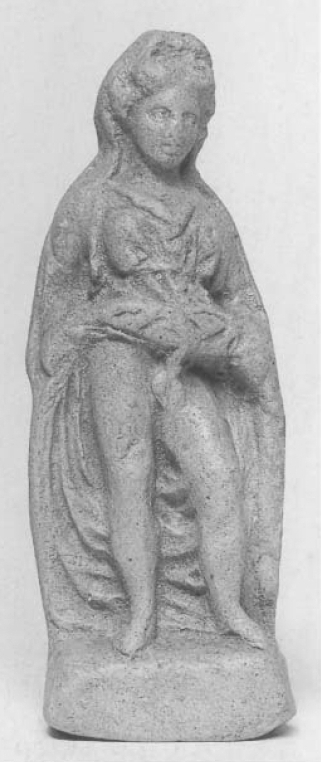
Greek terracotta figurine, late 4th century BC, National Museum of Magna Grecia.

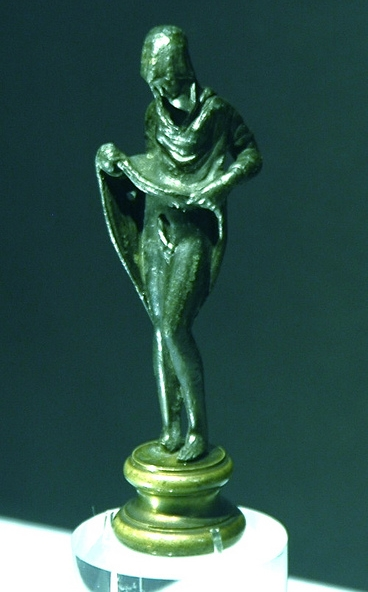
Bronze statuette, Roman imperial, 1st-3rd century AD, British Museum.

Aphroditus (tiếng Hy Lạp: Ἀφρόδιτος Aphroditos) là phiên bản nam của Aphrodite có nguồn gốc từ Amathus trên đảo Síp và tổ chức tại Athens trong một nghi thức chuyển đổi trang phục.
Aphroditus được miêu tả là có một hình dáng nữ và mặc quần áo như Aphrodite nhưng có một cái dương vật, và có tên nam giới. Vị thần này có thể đã đến Athens từ Đảo Síp vào thế kỷ thứ 4 trước Công nguyên. Trong thế kỷ thứ 5 trước Công nguyên, tuy nhiên, có tồn tại hermae của Aphroditus, hoặc bức tượng dương vật với cái đầu nữ.